# José Rubén Zamora Marroquín

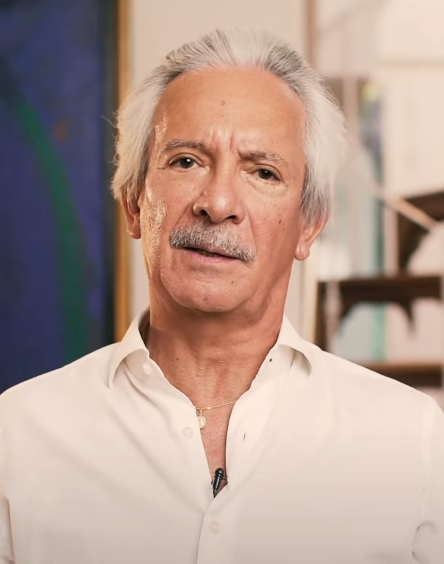
José Rubén Zamora Marroquín, 2021

José Rubén Zamora Marroquín (* 19. August 1956 in Guatemala) ist ein guatemaltekischer Investigativjournalist, Zeitungsherausgeber und Zeitungsgründer.

## Leben und Wirken
Zamora war lange als Journalist bei verschiedenen Zeitungen in Guatemala tätig. 1990 gründete er seine erste eigene Zeitung, Siglo Veintiuno, die 1996 jedoch eingestellt wurde. Im selben Jahr begründete er die Zeitung El Periodico, die sich fortan als Investigativorgan in der Medien- und Zeitungslandschaft des Landes einen Namen machte. Sie deckte zahlreiche Korruptionsfälle auf und brachte Senatoren, Minister und sogar Präsidenten zu Fall. Zamora und seine Redaktion zahlten einen hohen Preis für die Freiheit und Demokratie in dem armen Land: Verleumdungskampagnen, Morddrohungen, Entführungen, Autobomben, illegale Hausdurchsuchungen, Einbrüche, Attentatsversuche- damit hatten diverse Politiker und Präsidenten versuchte, ihn einzuschüchtern, vergebens.
Der seit 2020 amtierende Präsident Alejandro  Giammattei schließlich setzte der Zeitung am meisten zu, da Zamora über 100 Korruptionsfälle der Regierung ans Tageslicht brachte. 2022 wurde er unter fingierten Vorwänden, unter anderem der Geldwäsche, festgenommen und inhaftiert. Im Juni 2023 wurde er zu einer sechsjährigen Gefängnisstrafe verurteilt. Das hat der Zeitung letztlich den Todesstoß gegeben: Aus finanziellen Gründen stellte sie im Mai 2023 mit einer letzten Ausgabe ihr Erscheinen ein.
Das Urteil wurde später aufgehoben; auf Betreiben der Generalstaatsanwältin María Consuelo Porras strengt die Justiz weiterhin die Verfolgung wegen der Vorwürfe an. Trotz gerichtlicher Aufhebung des Urteils blieb Zamora in Haft. Im Oktober 2024, nach mehr als 800 Tagen in Isolationshaft, wurde Zamora aus dem Militärgefängnis entlassen und unter Hausarrest gestellt; seine Familie und Unterstützer sehen dies jedoch nur als einen Etappensieg, da weitere Verfahren gegen ihn laufen und eine erneute Inhaftierung weiterhin droht.

## Auszeichnungen
- Im Jahr 2000 wurde er vom International Press Institute zu einem von 50 Helden der Pressefreiheit gewählt.
- 2024 wurde er in Abwesenheit mit dem Exzellenz-Preis der von Gabriel García Márquez gegründeten Gabo-Stiftung ausgezeichnet.[6][7]